# Maria Wetterstrand
Ingrid Maria Wetterstrand, född 2 oktober 1973 i Fors församling i Eskilstuna, är en svensk politiker (miljöpartist), samhällsdebattör, konsult och biolog. Hon var ordinarie riksdagsledamot 2001–2011 och språkrör för Miljöpartiet 2002–2011 tillsammans med Peter Eriksson.

## Biografi
Wetterstrand är född och uppvuxen i Eskilstuna  och tog studenten vid S:t Eskils gymnasium. Hon har en magisterexamen i biologi från Göteborgs universitet. Hon har även gått på en ettårig dramalinje på folkhögskola, varit krönikör i en dagstidning och jobbat ett år som sekreterare på Miljöpartiets riksdagskansli.
Hon blev medlem i Miljöpartiet efter valet 1988, och startade sedan en lokalavdelning av Grön Ungdom på hemorten. Under 1996–1999 var hon språkrör för Grön Ungdom tillsammans med Paulo Silva. Hon var mötesordförande på flera av Miljöpartiets kongresser under 1990-talet. Åren 1998–2000 var hon kommunpolitiskt aktiv i Göteborg, som ledamot i kommunfullmäktige och ordförande i konsumentnämnden.

### Riksdagsledamot
Wetterstrand kandiderade i riksdagsvalet 1998 och blev ersättare. Hon utsågs till ny ordinarie riksdagsledamot från och med 17 oktober 2001 sedan Birger Schlaug avsagt sig uppdraget.
I riksdagen var hon ledamot av miljö- och jordbruksutskottet 2001–2002 och mellan 2010 och 2011 vice ordförande i näringsutskottet.
Wetterstrand avsade sig uppdraget som riksdagsledamot i september 2011 och till ny ordinarie riksdagsledamot från och med 16 september 2011 utsågs Per Bolund.

### Språkrör
Tillsammans med Peter Eriksson var Wetterstrand under perioden 2002–2011 språkrör för Miljöpartiet. Under hennes och Erikssons ledning deltog partiet i tre riksdagsval där man gick från 4,5 till 7,3 procents röstandel, med ökande siffror för varje val.

### Efter riksdagen
I augusti 2011 meddelade Wetterstrand att hon lämnar sin plats som riksdagsledamot i samband med riksdagens öppnande i september. Wetterstrand har sedan dess arbetat som fristående grön debattör och föreläsare. År 2015 utsågs hon till ordförande för det nyinrättade Miljömålsrådet vars uppgift är att samordna svenska myndigheters miljöarbete. 2017–2020 var hon vd för det finländska public relations-företaget Milttons då nystartade dotterbolag Miltton Purpose, som arbetar med rådgivning inom ämnesområdena miljö och hållbarhet. Sedan 2020 arbetar hon som vd för företagets Europakontor Miltton Europe.
Hennes intresse för snooker har bland annat lett till ett uppdrag som kommentator för Eurosport i december 2012.

### Privatliv
Wetterstrand var mellan 2004 och 2012 gift med Finlands tidigare miljöminister Ville Niinistö, med vilken hon har två gemensamma barn. Den 7 juni 2012 offentliggjordes att paret skulle gå skilda vägar.
Som riksdagsledamot i Sverige med make som minister i Finland hade Wetterstrand tre hem: Tullinge utanför Stockholm, i Åbo och i Helsingfors. Som skolspråk valde paret finska i Sverige och svenska i Finland. I en intervju för Hufvudstadsbladet beklagade hon att det inte finns tvåspråkiga skolor i Finland. Wetterstrands utspel "Det är synd med enspråkigt svenska skolor, i ett tvåspråkigt land borde man ju värna om tvåspråkigheten" väckte en livlig diskussion i Finland, där man i finlandssvenska kretsar i allmänhet är mycket mån om de "svenska rum" de svenskspråkiga skolorna utgör; nominellt tvåspråkiga lösningar brukar konsekvent leda till att svenskan trängs undan. I partier andra än Svenska folkpartiet fick förslaget stöd.

## Riksdagsuppdrag
- Ordinarie ledamot
- Ledamot i Krigsdelegationen
- Suppleant i Nordiska rådets svenska delegation
- Suppleant i Försvarsutskottet
- Suppleant i Miljö- och jordbruksutskottet
- Vice ordförande Näringsutskottet

## Publikationer
- 2010 – Den nya gröna vågen. Bokförlaget Forum.
- 2011 – Fiskesubventioner och andra bottennapp (tillsammans med Mattias Svensson). Timbro.
- 2011 – Enkel biljett? (red. Ylva Larsdotter & Josefin Almer). Söderströms.
- 2011 – Med andan i halsen. Teknikföretagen.
- 2014 – Vad är miljö och 100 andra jätteviktiga frågor (tillsammans med Gabriel Liljenström). Bokförlaget Langenskiöld.
- 2016 – Kärnkraftsmyten. Hydra förlag.